# Copestylum cubomaculatum
Copestylum cubomaculatum är en tvåvingeart som först beskrevs av Hull 1937.  Copestylum cubomaculatum ingår i släktet Copestylum och familjen blomflugor.
Artens utbredningsområde är Peru. Inga underarter finns listade i Catalogue of Life.